# Wye with Hinxhill
Wye with Hinxhill is een civil parish in het bestuurlijke gebied Ashford, in het Engelse graafschap Kent met 2282 inwoners.